# São João da Pesqueira
São João da Pesqueira est une municipalité (en portugais : concelho ou município) du Portugal, située dans le district de Viseu et la région Centre, elle se trouve à 6 km du Douro. Elle est rattachée historiquement à l'ancienne province des Tras os Montes et Alto Douro (derrière les monts et le haut Douro), faisant partie depuis 2001 de la haute vallée viticole du Douro, classée au patrimoine mondial de l'UNESCO.

## Géographie
São João da Pesqueira est limitrophe :
- au nord, d'Alijó,
- au nord-est, de Carrazeda de Ansiães,
- à l'est, de Vila Nova de Foz Côa,
- au sud-est, de Penedono,
- au sud, de Sernancelhe,
- à l'ouest, de Tabuaço,

au nord-ouest, de Sabrosa.

## Démographie
| 1801  | 1849  | 1900   | 1930   | 1960   | 1981   | 1991  | 2001  | 2004  |
| ----- | ----- | ------ | ------ | ------ | ------ | ----- | ----- | ----- |
| 3 203 | 5 734 | 12 505 | 12 764 | 15 124 | 10 219 | 9 581 | 8 653 | 8 367 |

| 2011  | - | - | - | - | - | - | - | - |
| ----- | - | - | - | - | - | - | - | - |
| 7 874 | - | - | - | - | - | - | - | - |

La population peut doubler, pendant les vacances d'été, lors du retour des immigrés de France, de Belgique ou d'Allemagne.

### Jumelages
Mennecy (France) depuis 2023

## Économie
Grande productrice de vin (plusieurs quintas s'y trouvent) faisant partie de la « regiao démarcada do Douro » (label équivalent à l'AOC), qui produit un vin généreux (couramment appelé vin de Porto), la municipalité produit aussi de l'huile d'olive, et d'amandiers, car la zone a curieusement un climat méditerranéen, dû au fleuve qui retient la chaleur. Néanmoins il peut faire très froid en hiver jusqu'à -10°, et en été jusqu'à 40°.

## Monuments et curiosités
São João da Pesqueira possède de remarquables églises baroques et romanes et, sur une colline escarpée dominant le fleuve avec vue sur le barrage da Valeira, un chemin de croix avec des chapelles appelé São Salvador do Mundo (aussi appelé Ermo) avec un beau Miradouro (belvédère).
Dans une petite grotte a vécu un ermite, frère Gaspard, de 1594 à 1615.
Il existait une cascade dans un rétrécissement, appelée le Cachao da Valeira ou Baleira, qui empêchait la navigation du Douro, les bateaux rabelo devant décharger à cet endroit puis recharger plus loin. Il fut détruit en 1790, une plaque gravée au niveau du fleuve le rappelle. Le Baron Forrester qui exportait du Porto vers l'Angleterre mourut noyé en cet endroit, son corps ne fut jamais retrouvé à cause, dit-on, de l'or qu'il avait cousu dans son manteau.
On trouve par ailleurs, dans la région, des mégalithes, des gravures rupestres et des ruines allant de la préhistoire au Moyen Âge.

## Subdivisions
La municipalité de São João da Pesqueira groupe 14 paroisses qui correspondent à nos villages (freguesia en portugais) :
- Castanheiro do Sul
- Ervedosa do Douro
- Espinhosa
- Nagoselo do Douro
- Paredes da Beira
- Pereiros
- Riodades
- São João da Pesqueira
- Soutelo do Douro
- Trevões
- Vale de Figueira
- Valongo dos Azeites
- Várzea de Trevões
- Vilarouco